# Moenia aeacia
A moenia aeacia (latin ’aiakidészi fal’) ókori várépítészeti eljárás, amelynek során az erődítés vagy a város falát a szokványos egyenes vonalvezetés helyett fűrészfogszerűen, cikkcakkvonalban alakították ki, ami hatékonyabbá tette magának a falnak a védelmét. A kifejezés a rómaiakhoz fűződik, akik Illíria meghódításakor találkoztak ezzel az Epiruszból kiinduló megoldással, és az i. e. 4. századi Aiakidész épeiroszi király személyéhez kötötték bevezetését. Az aiakidészi falnak nem ismérve az építőelemek milyensége (rusztika, kváderkő stb.), csupán a várfal vonalvezetését írja le. Legkorábbi példái az i. e. 4. századból ismertek az epiruszi Kasszópé, Gitana, Buthróton, Phoiniké és Antigoneia példáján, ahonnan az i. e. 3. századig az Illír Királyság legészakibb területein is ezzel az elgondolással építették fel vagy át városaik védműveit (Amantia, Szkodra, Rhizón, Daorszón).